# Ríu
Ríu (en catalán y oficialmente, Riu de Cerdanya) es un municipio español de la provincia de Lérida, comunidad autónoma de Cataluña, situado al sur de la comarca de la Baja Cerdaña y en el límite con la provincia de Gerona.

## Historia
El municipio fue creado en 1997 por segregación del de Bellver de Cerdaña, al que se había agregado en 1973.

## Demografía
| Gráfica de evolución demográfica de Riu entre 1842 y 1970 |
| |
| Población de derecho según los censos de población del INE Población de hecho según los censos de población del INEEntre el censo de 1981 y el anterior, este municipio desaparece porque se integra en el municipio 25051 (Bellver de Cerdaña) |

Cuenta con una población de 99 habitantes (INE 2024).
| Gráfica de evolución demográfica de Riu de Cerdanya entre 2001 y 2021 |
| |
| Población de derecho según los censos de población del INE Población de hecho según los censos de población del INEEntre el censo de 2001 y el anterior, aparece este municipio porque se segrega del municipio 25051 (Bellver de Cerdaña) |

| 1998 | 2000 | 2002 | 2004 | 2006 |
| ---- | ---- | ---- | ---- | ---- |
| 67   | 81   | 84   | 99   | 94   |

## Lugares de interés
- Iglesia de San Juan Bautista, con retablo barroco.

## Curiosidades
Es uno de los municipios de Cataluña de creación más reciente (posteriormente se han creado otros dos).